# نترين

الصيغة العامة لمجموعة نترين الوظيفية

نترين في الكيمياء العضوية هي مجموعة وظيفية لها الصيغة العامة (R–N)، وهي مناظرة بنيوياً للكربين؛ إلا أن ذرة النتروجين في النترين لا تكون مشحونة وأحادية التكافؤ؛ فهي تحوي ستة إلكترونات، اثنان منهما موجودان في الرابطة التساهمية وأربعة إلكترونات حرة غير مرتبطة.
لذلك تعد مركبات النترين من الأنواع الكيميائية المحبة للإلكترون، وذلك بسبب اختلال قاعدة الثمانيات؛ كما تعد أيضاً من المركبات الوسطية النشيطة وتدخل في عديد من التفاعلات الكيميائية. أبسط أمثلة مركبات النترينات هو مركب إيميدوجين، والذي قد يستخدم في بعض الأحيان مرادفاً لصنف النترينات.